# Jacques Martin (filosof)
Jacques Martin, född 18 maj 1922 i Paris, död i augusti 1964 i Paris, var en fransk filosof och översättare från tyska till franska. Han publicerade inte några egna texter och förstörde alla sina manuskript och anteckningar innan han i augusti 1964 begick självmord.

## Biografi
Jacques Martin föddes i Paris fjortonde arrondissement år 1922. När han var fem år gammal, drabbades hans mor Marguerite av svår tuberkulos och därför fick han och hans yngre syster Jacqueline bo hos sina morföräldrar i Nevers. Efter många år tillfrisknade modern oväntat och den unge Jacques återvände till Paris, där han skrevs in vid Lycée Henri-IV år 1936. Fadern Henri Martin ville att hans son skulle studera medicin, men mot faderns vilja började Jacques Martin år 1941 att studera filosofi vid École normale supérieure.
År 1940 hade Tyskland invaderat Frankrike och 1943 tvingades Martin till arbetstjänst i Tyskland. Under sin tid i Tyskland intresserade sig Martin särskilt för Hegels och Marx tänkande. År 1947 författade han en uppsats om Hegels individbegrepp. Året därpå diagnostiserades Martin med schizofreni, vilket med tiden gjorde det mycket svårt för honom att organisera sin tillvaro. År 1951 avled modern och Martin levde därefter på hennes arv. Fadern förlät aldrig sonen för att han hade läst filosofi i stället för medicin.
Jacques Martin begick självmord i augusti 1964 efter att ha förstört samtliga sina egna utkast till filosofiska texter.

## Översättningar
- 1948 – Georg Wilhelm Friedrich Hegel: L'esprit du christianisme et son destin (tyska originalet: Der Geist des Christentums und sein Schicksal)
- 1952 – Ernst Wiechert: Missa sine nomine
- 1955 – Hermann Hesse: Le jeu des perles de verre (tyska originalet: Das Glasperlenspiel)